# ガーデンファニチャー
ガーデンファニチャー（garden furniture）は、屋外用に製作されたファニチャー/家具類の総称。
英語では「outdoor furniture」もしくは「patio furniture」、日本では屋外家具（おくがいかぐ）、屋外用家具（おくがいようかぐ）ともいわれる。

## 種類例
- ウッドパネル、デッキ（ウッドデッキ、アルミデッキ）
- 縁台　ぬれ縁
- セーフティステップ
- フェンス 目隠し ルーバー ラティス
- ガーデンダイニング　テーブルセット（テーブルとチェア）
- ガーデンベンチ　ガーデンスツール  テラスソファ
- 屋外収納庫
- ガゼボ　フラワーアーチ
- 日よけパラソル
- バードフィーダースタンド
- ガーデン用遊具（ブランコ、鉄棒 等）

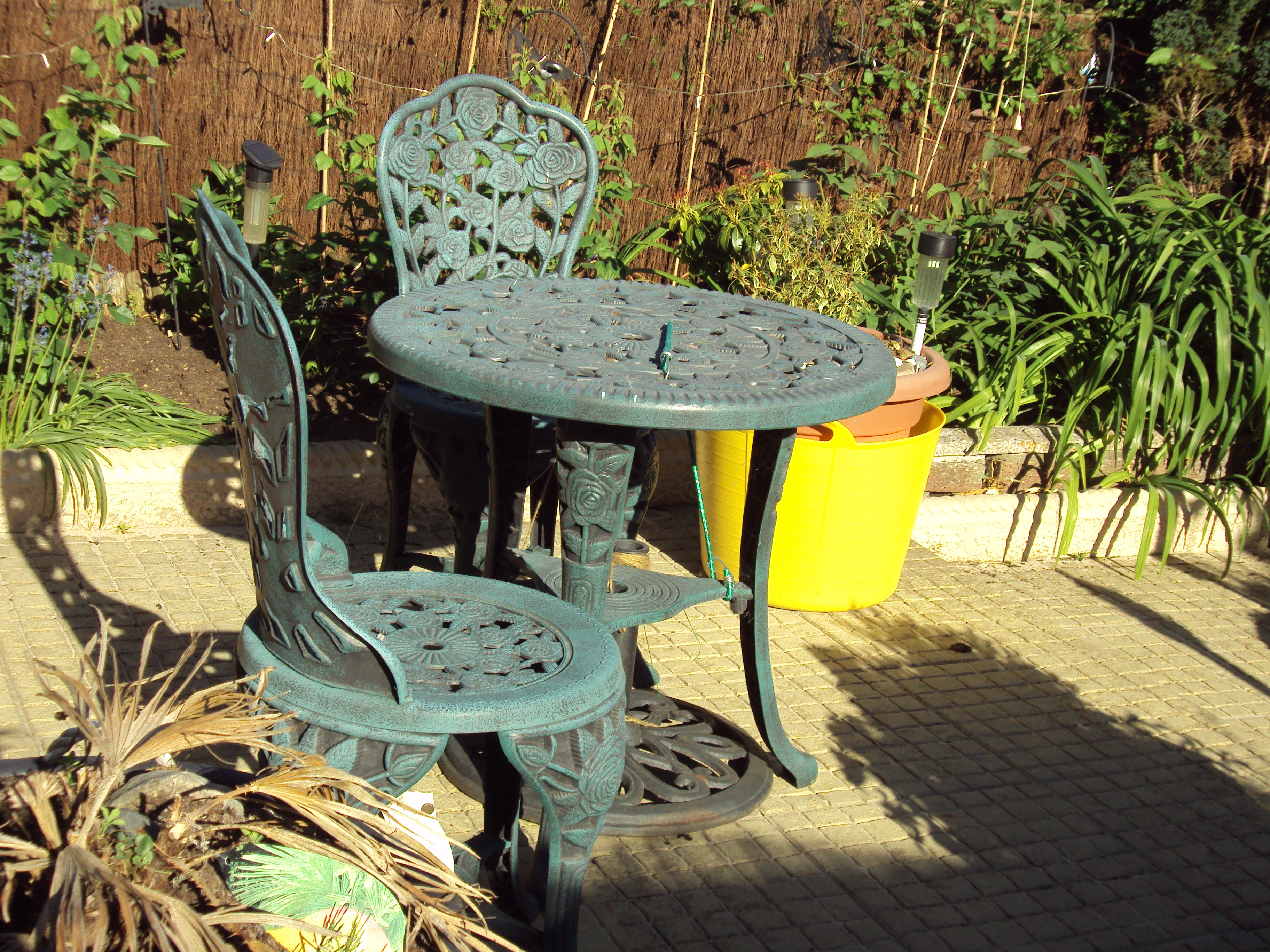
ガーデンチェアとテーブル、イギリス、2011年

特に屋外での使用を想定した家具である。一般に、錆びないアルミニウムなどの耐候性材料で作られている。

## 歴史
現存する最古のガーデンファニチャーの例は、ポンペイの庭園で発見されたものである。販売製品としては1840年頃、Janes, Beebe & Co.がアメリカで鋳鉄製の座椅子を大量生産した最初期の製品の1つを製造している。

## 家具の種類

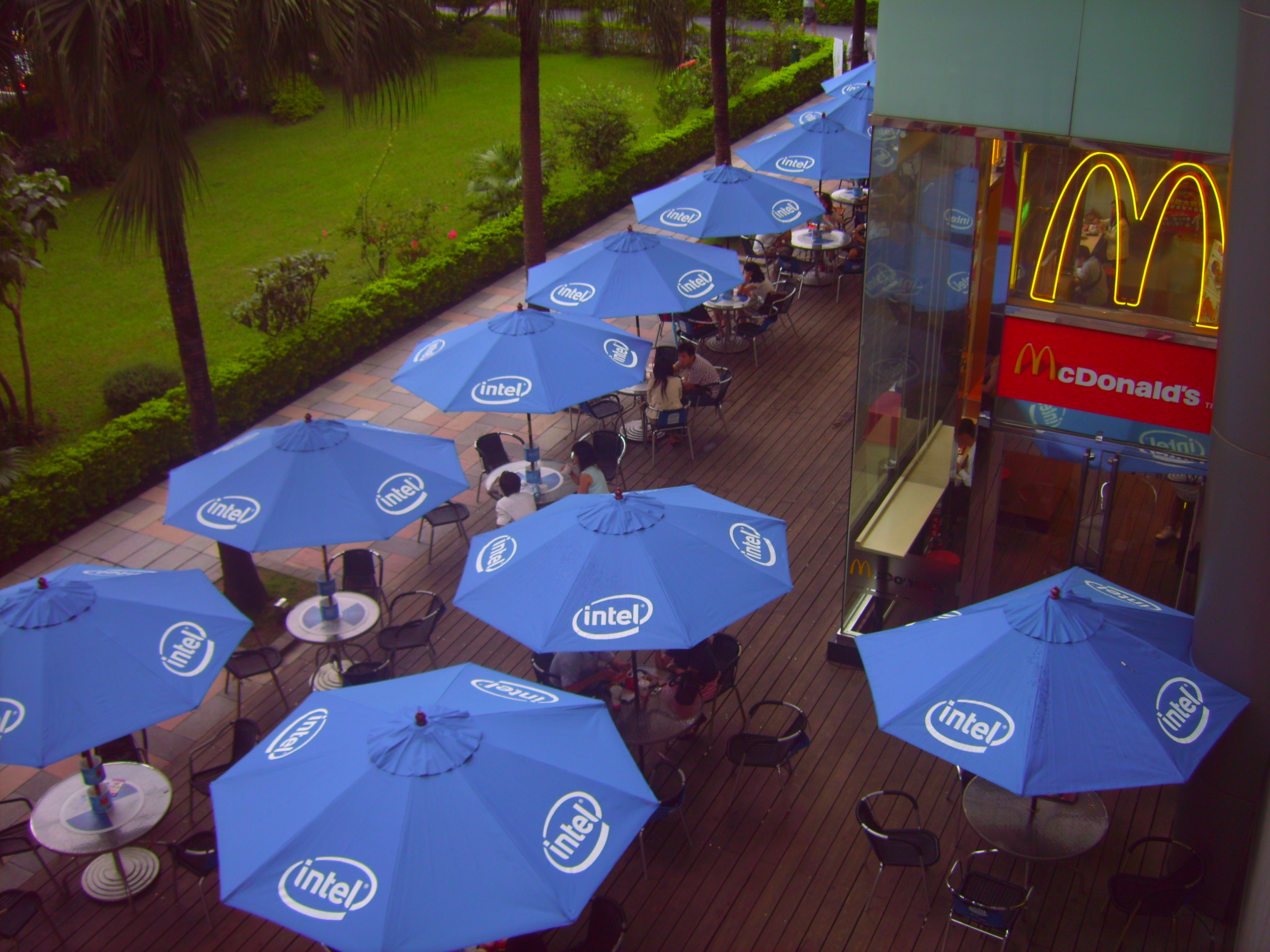
パラソルを含む典型的なパティオ用家具が並ぶエリア（2007年、台湾にて）

典型的なパティオ家具。
- 木製の家具
- 竹製家具
- 籐家具
- 金属製家具
- プラスチック製家具
- ガラス家具
- テーブル
- ロープ式家具

### テーブルセット
庭に使用される家具は、テーブル、椅子4脚または6脚、パラソルからなるパティオセットとして販売されることが多い。 ピクニックテーブルは、屋外で食事をする目的で使用される。また、シェーズロング (chaise longue) と呼ばれる長椅子も一般的なアイテムである。最近では、ソファなどを用いて会話するための座椅子家具も使用されている。

### 園内温度調節機能
イギリスの「ガーデンパラソル」('garden parasol')やアメリカの「ガーデンアンブレラ」('garden umbrella')は、日除けを目的とした特殊なタイプの傘を指す言葉である。パラソルは、重量のある台座に固定されるか、舗装に組み込まれた架台に固定される。また、テーブルの中央に穴が開いているものもある。
パティオヒーター (Patio heaters) は、夜間や寒冷時に屋外に座るために使用される。軒先やパティオの屋根に常設されるものと、携帯して自立するものがあり、電気、プロパン、瓶入りのブタン（小型のもの）、または天然ガスで作動させることができる。後者は、常設の場所に配管することも、「クイックコネクト」コンセントに取り付けることも可能。
屋外での活動を拡張するために、モジュール式の屋外用焚き火台や携帯用ファイヤーボウルが多くの材料で広く入手できるようになった。北米の背の高い粘土製のen:Chimeneaはその一例である。

### アクセサリー
現在のガーデンアクセサリーには、バードバス、プラントスタンド、プランターボックス、トレリスなど、屋外空間にディテールを加えるアイテムがある。

## 素材

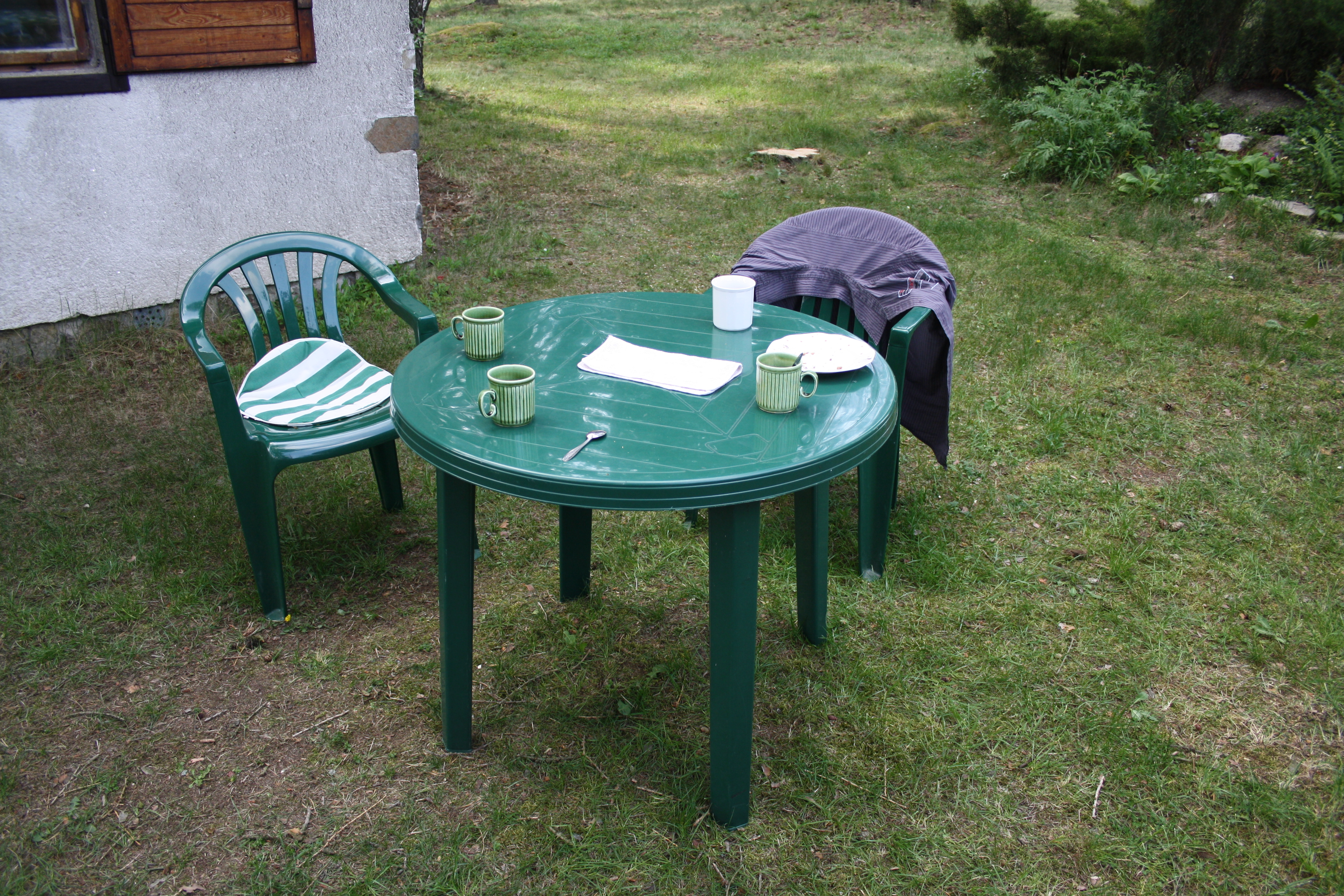
緑色のプラスチック製ガーデンファニチャー、チェコ共和国、2009年

最も一般的に販売されているパティオセットの種類は、プラスチック、木材、アルミニウム、籐、鍛鉄で作られている。
木製の家具は、風雨にさらされることで劣化するため、定期的に木材の防腐等の保存処理を行う必要がある。木材の中でもチークは屋外家具によく使われる材料であるが、天然のシリカを含むため、真菌/カビや水の影響（腐敗、膨張、反りなど）、化学物質に対して耐性がある。 また、火や酸、アルカリにも強い。チーク材は風化すると元の外観を失うが、堂々とした銀色の輝きを増すこともあることでチークの経年変化を好む所有者は多く、また腐敗や害虫に強いため、手入れをしなくても鑑賞に堪えることができる。
アルミニウムのファニチャーは、丈夫で長持ちであるが、保護コーティングが損なわれると腐食する。プラスチック製の家具は、もともと防水加工が施されているため、1年中外に出しておくことが可能。防水家具の部分は、一般にはマホガニー、チーク、鋳造アルミニウム、PE籐、プラスチック、PVC籐などの材料で作られている。これらの材料は耐久性があり、風、雨、太陽の露出の要素に耐えることができる。
籐製の屋外リビング家具は、もともとは世界中の熱帯地方で見られる600種のpalm (Arecaceae) いずれかの茎から作られていた。椰子の茎をしっかりと編んでパネルを作り、好きな形に成形して使っていたのである。現在では、ほとんどの籐製家具が合成樹脂で作られており、寿命が延び、製造コストも削減されている。現在の樹脂製家具は再生プラスチック製が多く、耐久性に優れ、20年以上の保証がつくのが一般的であり、また、本物の木や籐に似せて成形することもできる。

## 屋外暖炉

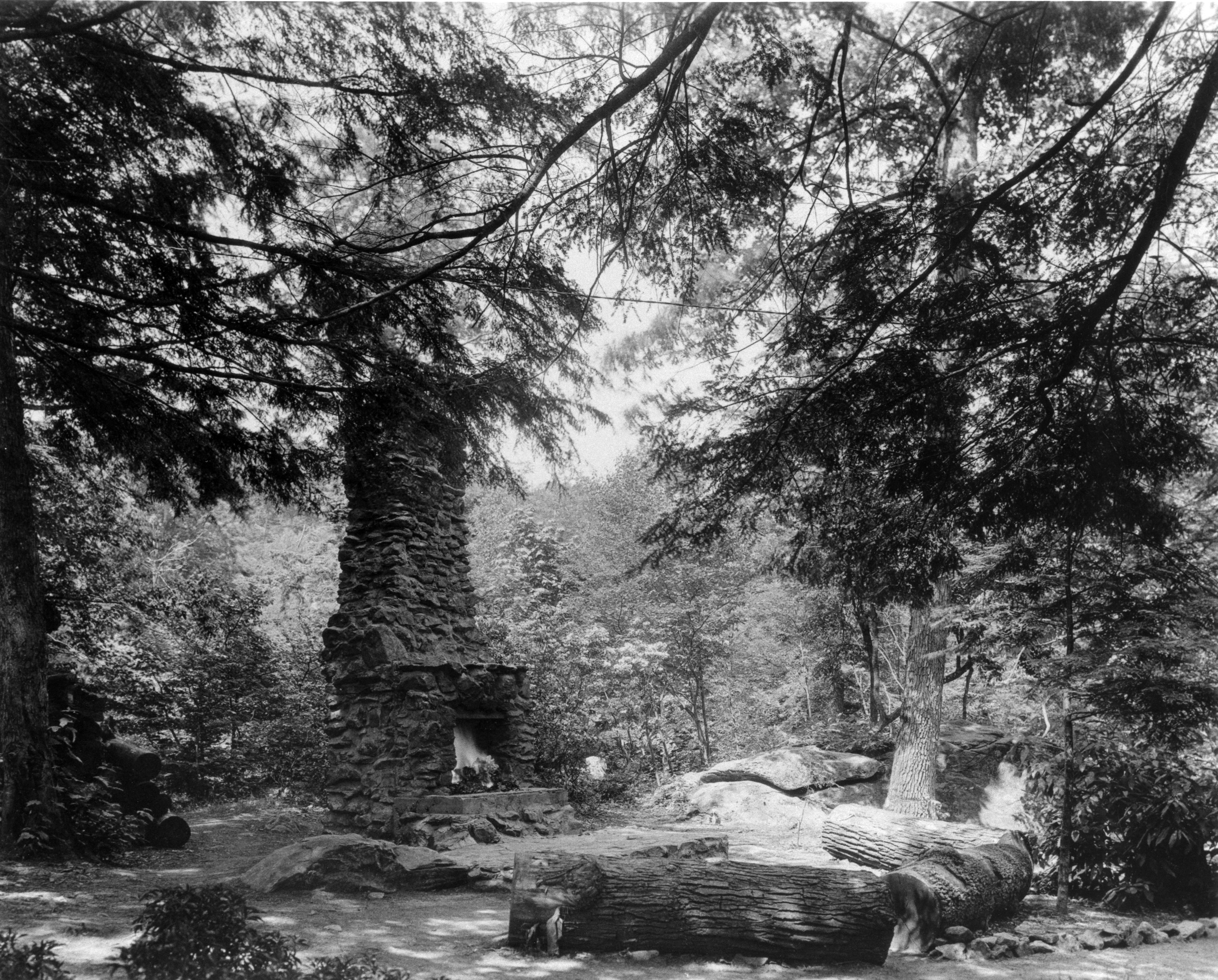
ラピダンキャンプの屋外暖炉

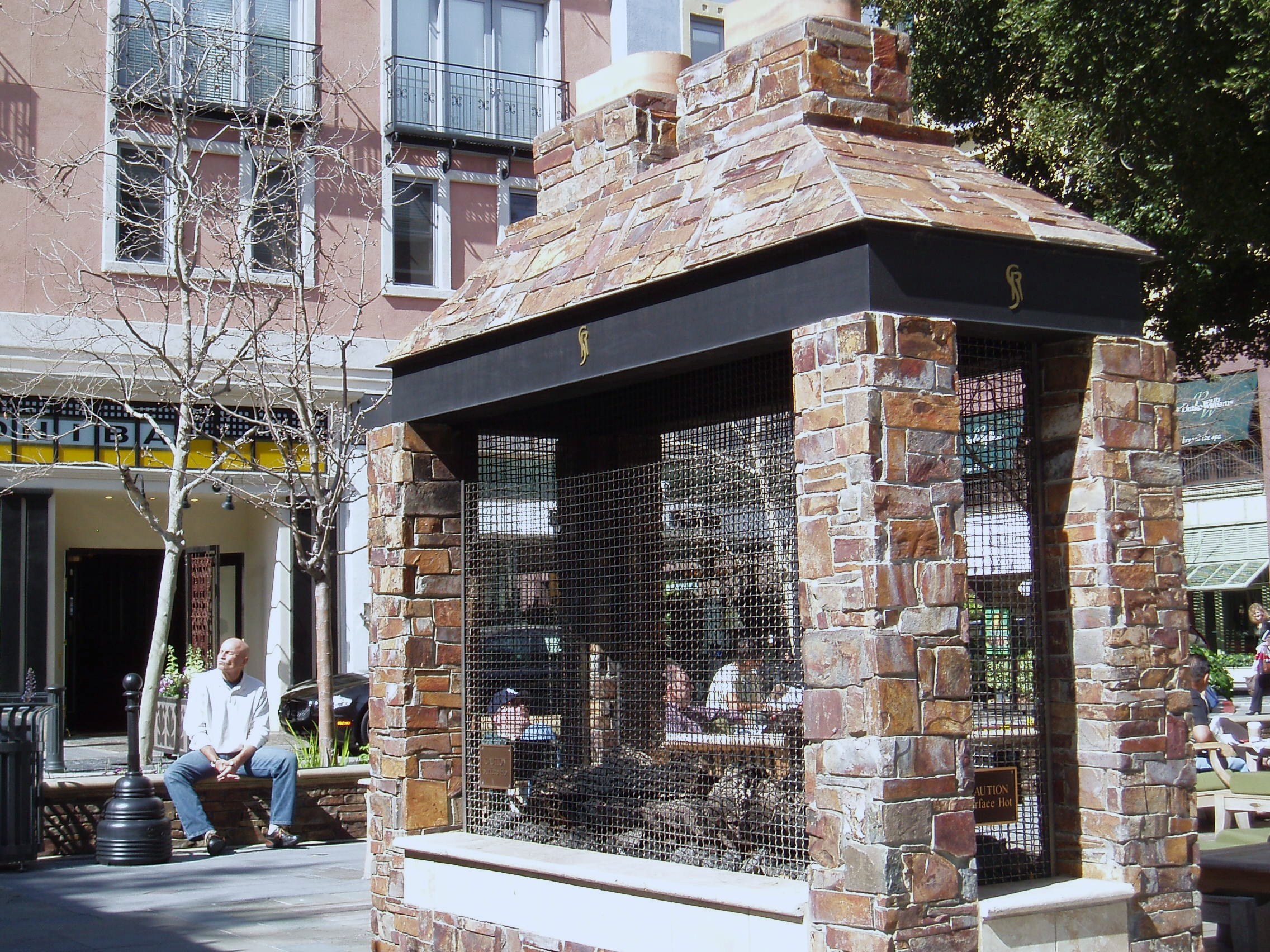
屋外暖炉1

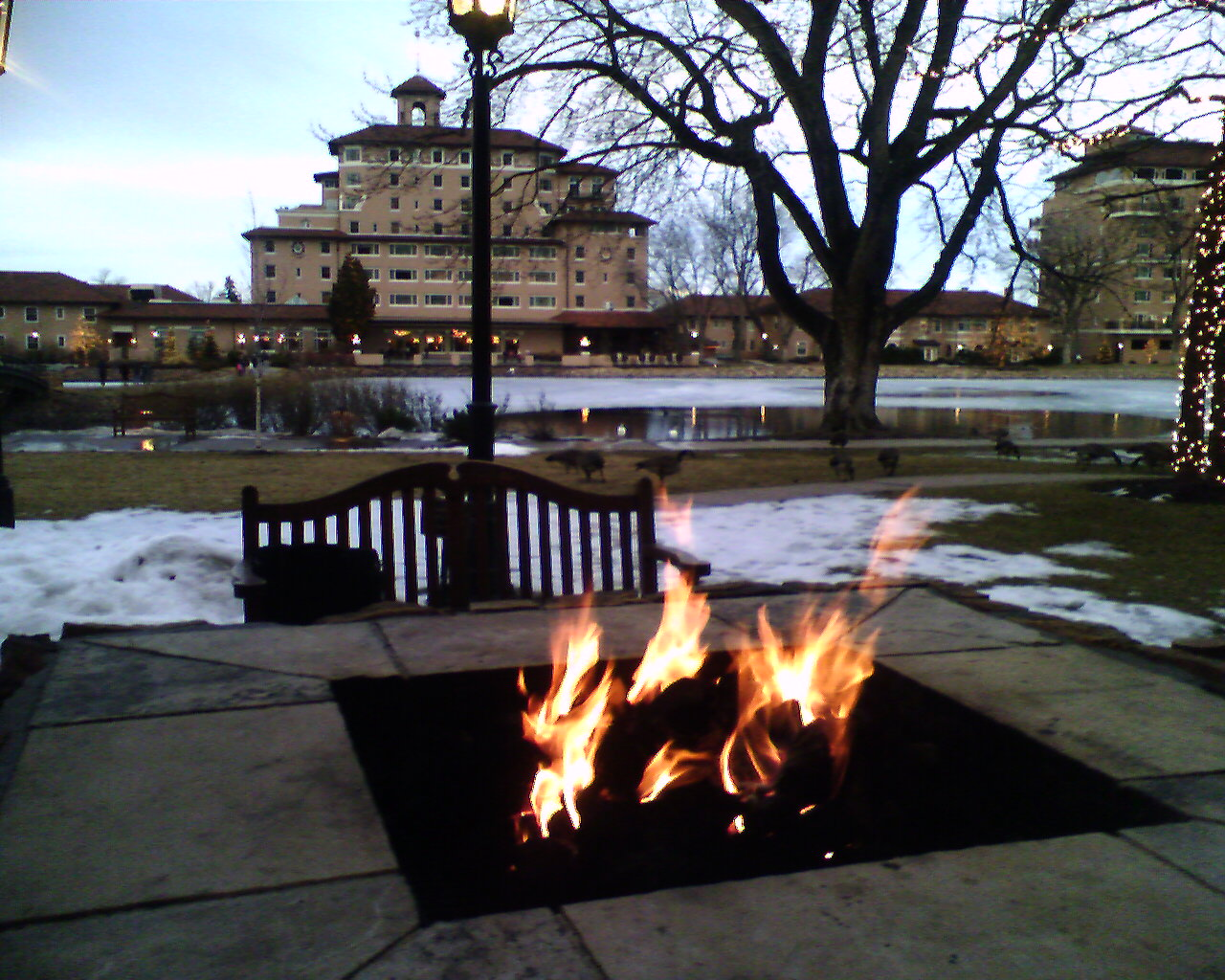
屋外暖炉2

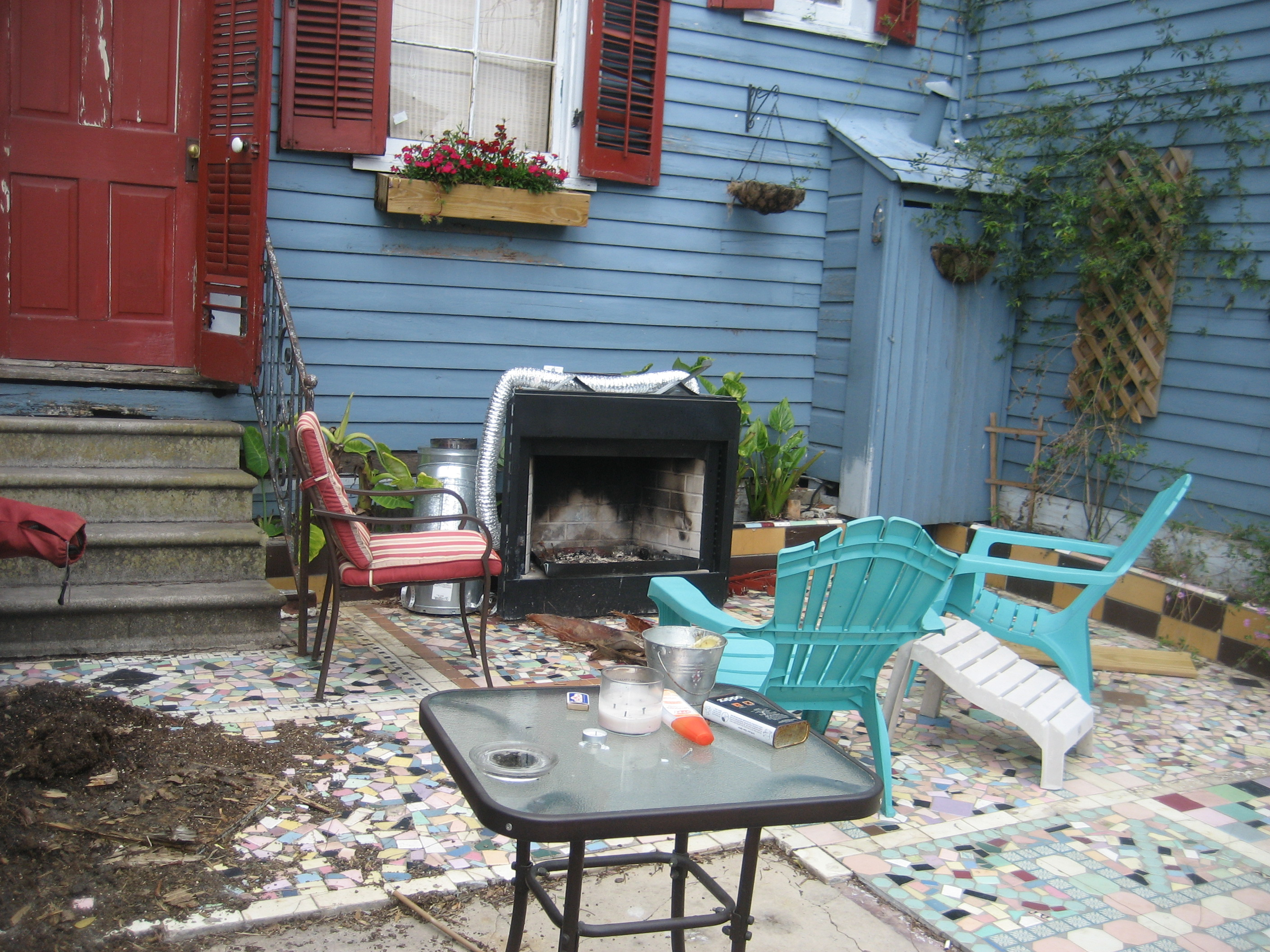
屋外暖炉3

屋外暖炉とはガーデンファニチャーのうち、家の外で火を焚くための場所である。屋内の暖炉と似た構造で通常は石やレンガ、コンクリートのパティオに設置される。多くの場合ファイアボックス (firebox) と煙突で構成される。煙突のドラフトは屋外暖炉にとって必ずしも懸念事項ではないため、直火型のデザインも珍しくはないが、火袋は通常はスモークシェルブを組み込んだ構造になっている。屋内暖炉と同様に、屋外の暖炉も最高の状態で稼働するように掃除やメンテナンスが必要。ただし頻繁にする必要はないかもしれないが、たまった灰を除去して長期に維持活用するためには定期的に手入れする必要がある。
屋内暖炉は伝統的に部屋の保温のために施されているが、屋外の暖炉は通常、調理のために活用されている。多くは所有者が食事などでピザやキャセロールなどを作れるように、木材燃焼炉と比して倍の能力で設計されており、屋外キッチン全体が暖炉から発展することもある。
屋外暖炉は、単に装飾的な要素であることも可能で、住宅所有者は裏庭で暖炉を焚き、パチパチと音を立てて火を楽しむことができるのであるが、自治体によっては純粋な装飾用暖炉設置を禁止しているところもある（例えばトロント）。

## 参考
- ガーデンスペース | ガーデンファニチャー - LIXIL
- 中山 正範、2002、カラーグラフ ガーデニングレッスン(19)ガーデンファーニチャー、農家の友 54(7), 125-128ページ
- リラックスするためのガーデンファニチャーの選び方 | 特集記事
- 意匠制度120年の歩み、特許庁意匠課、特許庁、2009年)
- フランスの家具市場および業界の動き、JETROパリセンター、日本貿易振興機構、2005年10月
- 近代建築、43(7)、近代建築社、1989年
- 建築と社会、64(7)(736)、日本建築協会、1983年
- 建築文化、44(513)、彰国社、1989年7月号
- 現代日本の窯業工芸、窯業協会 編、技報堂出版、1964年
- 商業動態統計年報、平成26年（2014年）、経済産業省大臣官房調査統計グループ